# Wiktor Kuznetsow (ur. 1927)
Wiktor Wasilýewiç Kuznetsow, ros. Виктор Васильевич Кузнецов, Wiktor Wasiljewicz Kuzniecow (ur. 1927, Turkmeńska SRR) – turkmeński piłkarz pochodzenia rosyjskiego, grający na pozycji obrońcy, trener piłkarski.

## Kariera klubowa
W 1951 rozpoczął karierę piłkarską w klubie Spartak Aszchabad, który potem zmienił nazwę na Kolhozçi. W 1959 roku zakończył karierę piłkarza.

## Kariera trenerska
Po zakończeniu kariery piłkarza rozpoczął pracę szkoleniowca. Najpierw pomagał trenować piłkarzy rodzimego klubu, który nazywał się Stroitel, Kolhozçi i Köpetdag. W latach 1975–1978 oraz w 1987 prowadził klub z Aszchabadu.